# Blake of Scotland Yard
Blake of Scotland Yard è un film del 1937, diretto da Robert F. Hill. Si tratta di un lungometraggio tratto dal serial cinematografico omonimo.

## Trama
Sir James Blake, ex membro di Scotland Yard, presenta ad ospiti internazionali il nuovo marchingegno inventato dalla nipote Hope Mason e dal fidanzato Jerry Sheehan. Si tratta di un "raggio della morte", che, piuttosto curiosamente, viene presentato come in grado di garantire la pace mondiale, e sir Blake intende donarlo alla Società delle Nazioni.
Ma gli uomini della banda dello "Scorpione" si introducono nottetempo nel maniero di Blake con la connivenza del maggiordomo, e si impadroniscono dell'invenzione. Sir Blake, insieme a Hope e Jerry, coaudiuvati dall dottor Marshall e dall'ispettore di Scotland Yard, iniziano le investigazioni per recuperare l'oggetto ed impedire che venga venduto a chi ne avrebbe fatto un uso improprio, se di uso improprio del raggio della morte è consentito parlare.
Le ricerche si snodano fra i docks di Londra e i bassifondi di Parigi, ed involvono falsi mendicanti, osti sospetti ed energumeni vari. Lo stesso "Scorpione", che i membri della banda non hanno mai visto in volto, usa aggirarsi, con la sua andatura claudicante, intabarrato, e coprendosi la faccia peraltro mascherata con una grande chela al posto della mano.
Quando si arriverà a catturare l'intera banda e a smascherare lo "Scorpione" la sua identità farà scalpore.